# Формула любви для узников брака
«Формула любви для узников брака» (англ. Couples Retreat) — американская комедия 2009 года режиссёра Питера Биллингсли.
Слоган фильма: «Махнемся супругами?».

## Сюжет
Чтобы укрепить свой брак, супруги Джейсон и Синтия решают присоединиться к специальной программе пакета Пеликан, которая проводится на райском тропическом острове Эден. Им не по карману было ехать на остров вдвоем, поэтому они берут с собой своих друзей, которые через некоторое время понимают, что им тоже нужно пройти реабилитационный курс.

## В ролях
| Актёр           | Роль                                            |
| --------------- | ----------------------------------------------- |
| Винс Вон        | Дэвид (Дэйв), муж Ронни, отец                   |
| Малин Акерман   | Ронни, жена Дэвида, мать                        |
| Джейсон Бейтман | Джейсон Смит, муж Синтии                        |
| Кристен Белл    | Синтия Смит, жена Джейсона                      |
| Джон Фавро      | Джозеф (Джои), муж Люси, отец Лэйси             |
| Кристин Дэвис   | Люси, жена Джои, мать Лэйси                     |
| Фэйзон Лав      | Шейн, муж Дженнифер                             |
| Таша Смит       | Дженнифер, жена Шейна                           |
| Жан Рено        | Марсель                                         |
| Гэтлин Гриффит  | Роберт, сын Ронни и Дэйва                       |
| Колин Байоччи   | Кевин, сын Ронни и Дэйва                        |
| Джонна Уолш     | Лейси, дочь Люси и Джои                         |
| Вернон Вон      | Джим Джим, отец Дэйва, дедушка Роберта и Кевина |

| Актёр              | Роль                                          |
| ------------------ | --------------------------------------------- |
| Кали Хоук          | Труди, подруга Шейна                          |
| Питер Серафинович  | Стэнли, гид                                   |
| Темуэра Моррисон   | Бриггс                                        |
| Карлос Понсе       | Сальвадор, йог                                |
| Джон Майкл Хиггинс | психотерапевт #1                              |
| Кен, Джонг         | психотерапевт #2                              |
| Шарлотта Корнвэлл  | психотерапевт #3                              |
| Эми Хилл           | психотерапевт #4                              |
| Джастин Дили       | тренер                                        |
| Карен Дэвид        | служащая спа                                  |
| Алисса Джулия Смит | танцовщица из танцевальной академии Сан-Диего |
| Алексис Нэп        | танцовщица из танцевальной академии Сан-Диего |
| Янна Фассерт       | Герт, массажистка                             |
| Ксавьер Турно      | Ксавье, массажист                             |